# Бондаренко Михайло Васильович
Михайло Васильович Бондаренко (25 грудня 1933, село Жура, тепер Рибницького району, Молдова — ?) — молдавський радянський діяч, голова Державного комітету Молдавської РСР з виробничо-технічного забезпечення сільського господарства. Кандидат у члени ЦК КП Молдавії в 1966—1971 роках. Член ЦК КП Молдавії в 1971—1986 роках. Депутат Верховної Ради Молдавської РСР 7—11-го скликань.

## Біографія
Народився в селянській родині.
У 1957 році закінчив Кишинівський державний сільськогосподарський інститут імені Фрунзе.
У 1957—1961 роках — викладач школи механізації сільського господарства в селі Верхні Кугурешти Молдавської РСР; інструктор, заступник завідувача відділу комсомольських організацій ЦК ЛКСМ Молдавії.
Член КПРС з 1961 року.
У 1961—1963 роках — секретар ЦК ЛКСМ Молдавії.
У 1963—1965 роках — слухач Вищої партійної школи при ЦК КПРС у Москві.
У 1965—1973 роках — 1-й секретар Лазовського районного комітету КП Молдавії.
У 1973 році — 1-й заступник голови Республіканського об'єднання Ради міністрів Молдавської РСР «Молдсільгосптехніка».
15 березня 1973 — 1978 року — голова Республіканського об'єднання Ради міністрів Молдавської РСР «Молдсільгосптехніка».
У 1978 — 24 травня 1990 року — голова Державного комітету Молдавської РСР з виробничо-технічного забезпечення сільського господарства.
Подальша доля невідома.

## Нагороди
- два ордени Трудового Червоного Прапора
- орден «Знак Пошани»
- медалі
- Заслужений інженер Молдавської РСР (1980)